# Batalla de Grozni (1999-2000)
La Segunda Batalla de Grozni fue el asedio y asalto de la capital chechena, Grozni, por las fuerzas rusas, que duró desde finales de 1999 y comienzos de 2000. El asedio y la lucha dejó la ciudad devastada. En 2003 las Naciones Unidas llamó a Grozni la ciudad más destruida de la Tierra. Antes de comenzar la batalla, la mayoría de los civiles abandonaron la ciudad, quedando dentro 20 000 a 30 000 más 4000 rebeldes aproximadamente.

## Antecedentes
El 15 de octubre de 1999, después de montar un intenso bombardeo de artillería en contra de los separatistas chechenos, las fuerzas rusas tomaron el control de una colina estratégica para dar alcance de su artillería a Grozni. A continuación, hicieron varios intentos fallidos para tomar posiciones en las afueras de la ciudad. El 4 de diciembre, el comandante de las fuerzas rusas en el Cáucaso Norte, el general Víktor Kazantsev, afirmó que Grozni fue bloqueada completamente por las tropas rusas. El general Anatoly Kvashnin, jefe del Estado Mayor General del Ejército, aunque predijo que los rebeldes abandonarían la capital de Chechenia por su cuenta, espero la retirada de los civiles, por temor a una destrucción generalizada. Con el apoyo de una poderosa fuerza aérea, las fuerzas rusas muy superiores en número acabaron con los rebeldes separatistas, que sumaban alrededor de 3000 a 6000 combatientes, esta fuerza rusa era mucho más grande y mejor preparada que la enviada a tomar la capital de Chechenia en la primera guerra chechena. Además, las tácticas de ambos bandos en esta segunda campaña fueron drásticamente diferentes.

## Tácticas
La estrategia rusa en 1999 para detener los tanques y transportes blindados y para inmovilizar a los separatistas se basaba en una descarga de artillería pesada y bombardeos aéreos antes de enviar grupos relativamente pequeños de infantería, muchos de ellos fueron entrenados en combate urbano. Esta táctica resultó ser muy peligrosas para los civiles (que oficialmente eran ciudadanos rusos), debido al uso de misiles balísticos (SCUD, OTR-21 Tochka) y explosivos. Estas armas desgastaron a los chechenos, tanto física como psicológicamente, y los ataques aéreos también fueron utilizados para atacar a los combatientes escondidos en los sótanos, este tipo de ataques fueron diseñados para una máxima presión psicológica. Su objetivo era también demostrar la inutilidad de toda resistencia contra un enemigo que podía atacar con impunidad y que era invulnerable a las contramedidas. 
En noviembre, el Kremlin designó a Beslán Gantamirov, exalcalde de Grozni, como jefe del prorruso Consejo de Estado de Chechenia. Gantamirov acababa de ser indultado por el presidente ruso, Borís Yeltsin y liberado de una pena de prisión de seis años que tenía por malversación de fondos federales que habían sido destinados a la reconstrucción de Chechenia entre 1995 y 1996. Él fue elegido para dirigir una fuerza prorrusa de milicianos chechenos poco antes de la batalla. El ministro del Interior, Vladímir Rushailo sin embargo se negó a equipar con armas pesadas a los milicianos, lo que limitó su arsenal de combate a "obsoletos fusiles AK-47" , además acusó a Gantamirov de aceptar a cualquiera como voluntarios, incluidos combatientes rebeldes. Las milicias, a menudo usadas para encabezar a las fuerzas federales, sufrieron numerosas bajas, perdiendo más de 700 hombres en la batalla.
Contra los rusos se reunió una poderosa fuerza rebelde, dispuesta a una feroz resistencia e íntimamente familiarizada con la ciudad. Los defensores decidieron resistir los bombardeos rusos y esperar a su enemigo para enfrentarlo en un ambiente a su elección, con posiciones de fuego interconectadas y guerra de maniobra. En contraste con la defensa Ad hoc de 1994-1995 la nueva defensa estaba preparada para el asalto. Grozni pasó a ser una fortaleza bajo el liderazgo del comandante de campo Aslambek Ismailov. Los chechenos abrieron centenares de trincheras y zanjas antitanques, búnkeres construidos detrás de edificios de apartamentos, minas terrestres sembradas en toda la ciudad, nidos de francotiradores en edificios altos y las rutas de escape preparadas. En algunos casos edificios enteros fueron adaptados como trampas explosivas, las ventanas del primer piso y las puertas estaban cerradas con tablas  o minadas. Basándose en su gran movilidad (por lo general no utilizaban chalecos antibalas debido a la falta de equipo), los chechenos utilizaban las trincheras para moverse entre las casas y posiciones de francotiradores. Pequeños grupos de no más de 15 combatientes bien organizados se movían libremente por la ciudad usando la red de alcantarillas, llegando incluso detrás de las líneas rusas y atacando por la retaguardia.

## El asedio

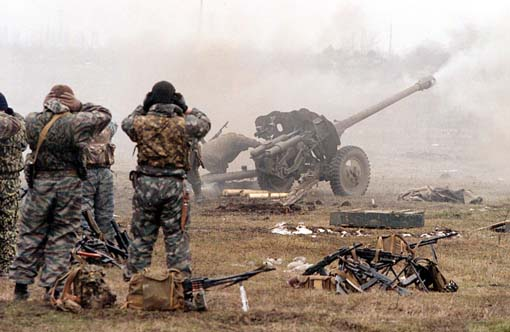
Tropas rusas al inicio del asedio, 1999.

Las tropas rusas avanzaron lentamente, rodeando a Grozni en noviembre de 1999. Solo después de dos semanas de intensos bombardeos los rusos empezaron a tomar posiciones en la ciudad. Avanzaron desde una colina que dominaba la ciudad encontrando una feroz resistencia barrio por barrio. Ambas partes se acusaron mutuamente de usar armas químicas. Los rumores de ataques con gas y las divisiones entre los chechenos (los extremistas islámicos fueron acusados de provocar la guerra), contribuyeron al abandono de Grozni por 1200 de los combatientes rebeldes por un túnel subterráneo. A principios de diciembre, Rusia se apoderó de la ciudad de Urus-Martan, el bastión separatista más cercano a Grozni tras semanas de bombardeos.
La mayoría de la población civil de la ciudad huyó después de los ataques con misiles a principios de la guerra, dejando las calles en su mayoría desiertas. Sin embargo, unos 40 000 civiles, muchos de ellos de etnia rusa, en su mayoría ancianos, pobres y enfermos, quedaron atrapados en los sótanos durante el asedio, el sufrimiento de los bombardeos, el hambre y el frío. El 3 de diciembre, alrededor de 40 personas murieron cuando un convoy de refugiados que intentaba abandonar las zonas sitiadas fue tiroteado por un grupo de 20 hombres de fuerzas especiales. Alrededor de 250 a 300 personas murieron mientras trataban de escapar en octubre de 1999, entre los pueblos de Goryachevodsk y Petropavlovskaya, y terminaron enterradas en una fosa común. Los intensos bombardeos fueron cesando en cuanto las fuerzas rusas empezaron a entrar y los rebeldes comprendían la imposibilidad de defenderla. El ejército ruso mando un mensaje de advertencia, exigiendo el abandono de la ciudad por parte de los rebeldes para el 11 de diciembre. Los comandantes rusos prepararon un corredor seguro para la evacuación de civiles, que fue abierto el 11 de diciembre, aunque ante la desesperación muchos empezaron a huir antes por el antes de su apertura. El gobierno ruso estimó que permanecían 15 000 civiles en la ciudad, mientras que exiliados chechenos en Ginebra hablaban de 50 000. Rusia finalmente retiró el ultimátum ante la indignación internacional de los Estados Unidos y la Unión Europea. El ministro de Exteriores británico Robin Cook declaró que "de todo corazón condenó" la medida rusa: "Condenamos enérgicamente lo que Milošević hizo en Kosovo y condenamos enérgicamente lo que Rusia está haciendo en Chechenia".
Los primeros combates se concentraron en las afueras de Grozni, con equipos de reconocimiento entrando a la ciudad para identificar posiciones de los rebeldes. La estrategia rusa era atraer el fuego de los rebeldes, a continuación, retroceder y golpear sus posiciones con fuego de artillería y cohetes. El 13 de diciembre las tropas rusas habían recuperado el control del principal aeropuerto de Chechenia. Situado en el barrio de Jankala, que fue la principal base militar rusa durante la primera guerra y fue uno de los primeros objetivos a ser bombardeado por aviones de guerra en el comienzo de la segunda. Al día siguiente, una columna de blindados fue emboscada en la plaza Minutka por 2000 chechenos más de 100 soldados rusos murieron.
El 2 de enero del 2000, los combatientes chechenos atacaron y destruyeron una columna de blindados rusos que habían entrado en la aldea de Duba-Yurt el día anterior. Al día siguiente, el general Valentín Astaviyev dijo en la televisión estatal que las fuerzas rusas habían sufrido sólo tres muertos en las últimas 24 horas. Sin embargo, el comandante de una unidad del Ministerio del Interior en Grozni, dijo a la agencia France-Presse que 50 hombres habían sido asesinados en las últimas 48 horas. El 4 de enero, los chechenos en Grozni habían puesto en marcha una serie de contraataques y atravesado las líneas rusas en al menos dos lugares y de manera temporal se apoderaron de la aldea de Aljan-Kala. A pesar de la pérdida de gran parte del apoyo público debido a las críticas  por el fuerte control estatal sobre los medios de comunicación, sobre todo en lo referente a la cifra de bajas, los bombardeos rusos continuaron y la ciudad de Grozni empezó a quedar completamente destruida y los rusos empezaron a tomar posiciones para un asalto total sobre ella.
El 10 de enero los chechenos lanzaron una gran contraofensiva contra la guarnición enemiga en la ciudad, recuperando brevemente las ciudades de Shali, Gudermes y Argun y logrando la apertura de un corredor nuevo suministro a la capital sitiada. En una serie de ataques coordinados, los chechenos también emboscaron a una columna de suministro en el camino de Argun-Gudermes cerca del pueblo de Dzhalka, matando al menos a 26 soldados en el día más sangriento en cuanto a muertos desde el comienzo de la guerra en septiembre. El comandante de la región del Cáucaso Norte, el general Kazantsev, culpó a las fuertes pérdidas en los errores de "corazón blando" de los funcionarios que habían permitido a los rebeldes un contraataque y declaró que de ahora en adelante sólo los niños bajo la edad de 10 años, los hombres de edad más la edad de 60 años, y las niñas y las mujeres serían considerados refugiados. El 15 de enero según el gobierno ruso 58 chechenos murieron intentando romper el cerco y tratando de escapar.  
A mediados de enero decenas de miles de soldados rusos habían comenzado un avance en el centro de Grozni desde tres direcciones. Durante esta lucha, la posesión de varios suburbios y los principales edificios adyacentes al centro de la ciudad cambió de manos varias veces. En varios incidentes, pequeños grupos de combatientes rebeldes aislaron las expuestas unidades rusas de las fuerzas principales. El 19 de enero, en un importante revés para las fuerzas rusas, los francotiradores chechenos mataron a uno de los comandantes rusos, el general Mijaíl Malofeyev. Las tropas rusas no pudieron recuperar su cuerpo hasta cinco días después. Dos días después, una unidad de Rusia perdió 20 hombres en el noroeste de Grozni después de que los rebeldes se hubieran infiltrado a través de túneles de alcantarillado y los atacaron por la retaguardia. El 26 de enero, el gobierno ruso anunció que 1.173 soldados habían sido asesinados en Chechenia desde que comenzó la ofensiva en octubre. Esta cifra era muy superior a la informada el 6 de enero de 544 muertos o los 300 muertos del 4 de enero. Lo que indica las fuertes bajas producto de la batalla urbana, el gobierno ruso admitió solo 368 soldados muertos en la ciudad.

## El escape
Con sus rutas de abastecimiento cada vez más eficazmente intervenidas por los rusos los suministros empezaron a disminuir y los líderes rebeldes chechenos decidieron que la resistencia era inútil. En una reunión en un búnker en el centro de Grozni, los comandantes rebeldes decidieron en una jugada desesperada para romper las tres líneas rusas hasta las montañas. El presidente checheno Aslán Masjádov había sido evacuado antes a una base secreta en algún lugar del sur de Chechenia. Cerca de 1000 a 1500 combatientes del comandante de campo, Ruslán Gelayev se retiraron sin orden, dejando a otras fuerzas rebeldes al descubierto. 
Las principales fuerzas chechenas escaparon el 31 de enero y el 1 de febrero durante una tormenta invernal, tras un intento de sobornar a los guardias rusos. La vanguardia enviada a explorar no regresó pero los comandantes decidieron tomar en riesgo de todos modos. Una columna de 4000 rebeldes y algunos civiles se movieron en dirección suroeste donde se encontraron con fuego de artillería pesada. Otra columna de unos 2000 combatientes, varios cientos de no combatientes y 50 prisioneros de guerra rusos, golpeó un campo minado entre la ciudad y la aldea de Aljan-Kala. Las fuerzas rusas les tendieron una emboscada cuando estaban cruzando un puente sobre el río Sunzha. El bombardeo de la artillería se dirigió hacia su posición y la situación se volvió desesperada. Los chechenos se abrieron paso por el campo de minas, no siendo conscientes de ello y que careciendo de ingenieros. Decenas de combatientes rebeldes murieron por la combinación de fuego de artillería y el cruce de los campos minados, entre ellos varios altos comandantes chechenos: Israpilov Junkarpasha, el alcalde Lecha Dudayev y Aslambek Ismailov, el cerebro detrás de la defensa de Grozni. Los rebeldes dijeron que perdieron unos 400 combatientes en el campo de minas en Aljan-Kala, de los cuales 170 murieron. Alrededor de 200 de los heridos resultaron mutilados, como Abdul-Malik Mezhidov y Shamil Basáyev. En total, hubo al menos 600 heridos durante el escape. Los generales rusos se negaron a admitir que los chechenos habían escapado de la ciudad bloqueada, diciendo que la lucha feroz continuó dentro de la ciudad. Asesor del presidente Vladímir Putin y portavoz del gobierno ruso en Chechenia, Serguéi Yastrzhembsky, admitió que los rebeldes habían abandonado la ciudad. El general Viktor Kazantsev afirmó que al menos 500 rebeldes murieron durante la fuga.
Después de algunos combates en las afueras de la aldea, Aljan-Kala, fue golpeada con misiles tácticos OTR-21 Tochka con puntas de ojivas con municiones en racimo, matando o hiriendo a muchos civiles. Los rebeldes siguieron adelante, pero un número de combatientes heridos, incluyendo Jadzhi-Murat Yandiyev, se quedaron en el hospital local y fueron capturados por los rusos. El 4 de febrero, las fuerzas rusas, al parecer tratando de detener a los chechenos de cualquier retirada adicional, bombardearon el pueblo de Katyr-Yurt. Hasta 20 000 refugiados huyeron desesperadamente del intenso bombardeo que duró dos días y mató a más de 300 de civiles, entre ellos los de un convoy civil que había estado tratando de salir del asentamiento durante una pausa en los combates. Tras esto los rebeldes celebraron consejo de guerra en la localidad de Aljan-Yurt, donde se decidió que las fuerzas chechenas se retirarían a las inaccesibles quebradas Argun y Vedeno en las montañas del sur para llevar a cabo una campaña de guerrilla contra los rusos.

## Consecuencias
El 3 de febrero, el día después de la ruptura, los rusos comenzaron a operaciones de "limpieza" en la ciudad en ruinas. Lo más notorio fue la masacre de Novi Aldi en el que al menos 50 civiles murieron cuando el barrio fue saqueado por los OMON (fuerzas especiales de la policía) el 5 de febrero. Varios cientos de combatientes rebeldes permanecieron ocultos en las ruinas, instalando trampas explosivas y en ocasiones acosando a los rusos con el fuego de francotiradores. Debido a los peligros de los francotiradores, las minas y municiones sin explotar, no fue hasta 6 de febrero que los rusos eran capaces de levantar la bandera de Rusia sobre el centro de la ciudad. El presidente Putin anunció Grozni fue "liberada" y dijo que las operaciones militares habían llegado a su fin. Muchos de los edificios fueron dañados gravemente o destruidos, incluyendo todos los edificios de gran altura alrededor de la Plaza Minutka. El 21 de febrero, las fuerzas rusas realizaron un desfile militar para conmemorar el Día del Defensor de la Patria (antes el Día del Ejército soviético) y como símbolo de la derrota definitiva de los rebeldes chechenos. El ministro de Defensa ruso Igor Serguéiev, dijo durante la ceremonia que "la fase final" de la operación para "destruir las formaciones de bandidos y los grupos terroristas que trataban de derribar a Rusia" se había completado.
El primer convoy de trabajadores de las Naciones Unidas que entró en la ciudad con ayuda internacional descubrió "un páramo devastado e inseguro todavía lleno de cuerpos". Había unos 21 000 civiles todavía en Grozni. Los ciudadanos muertos nunca fueron contados, la mayoría de los cuerpos se enterraron entre 2000 y 2001 pero una gran fosa común de la época de la batalla fue descubierta en 2006 en la antigua zona de Parque Kirov de Grozni. En marzo los rusos permitieron a los refugiados volver a la ciudad. 

### Guerrillas urbanas
Unos 500 (según Rusia) a 1000 (según los rebeldes) rebeldes permanecieron en Grozni. Algunos permanecieron ocultos tras la batalla y otros volvieron con los refugiados a menudo permanecieron escondidos en túneles de comunicación y en los sótanos de los edificios dañados por el día, y por lo general emergían de noche a disparar a los soldados rusos y plantar artefactos explosivos improvisados en las calles para atacar a las patrullas y vehículos al día siguiente. En junio de 2000, la policía rusa y unidades de fuerzas especiales se iniciaron una importante operación contra la insurgencia en Grozni, pero los atentados y enfrentamientos en la ciudad continuaron como la guerrilla se había escondido entre la población civil. Según el alcalde de la ciudad, Bislán Gantamirov, los guerrilleros estaban siendo ayudados por la policía chechena y que los federales habían asesinado a 15 chechenos en Grozni en un día. Varios helicópteros fueron derribados por misiles lanzados desde la ciudad, murieron varios funcionarios rusos, incluido un ataque en que 120 soldados rusos eran transportados fueron muertos cuando su helicóptero fue derribado. También varios atentados con bombas (incluyendo ataques suicidas se produjeron en contra de edificios públicos de la ciudad). En el año 2002 Grozni fue golpeado por un camión bomba, que destruyó la sede del gobierno checheno prorruso, matando al menos a 83 personas. Instalaciones militares y estaciones de policía fueron atacadas y hubo muchos tiroteos a plena luz del día y otros incidentes, todos con el objetivo de matar o capturar a los soldados rusos que se aventuran en las calles solos o en pequeños grupos.